# Izydor Affaita młodszy

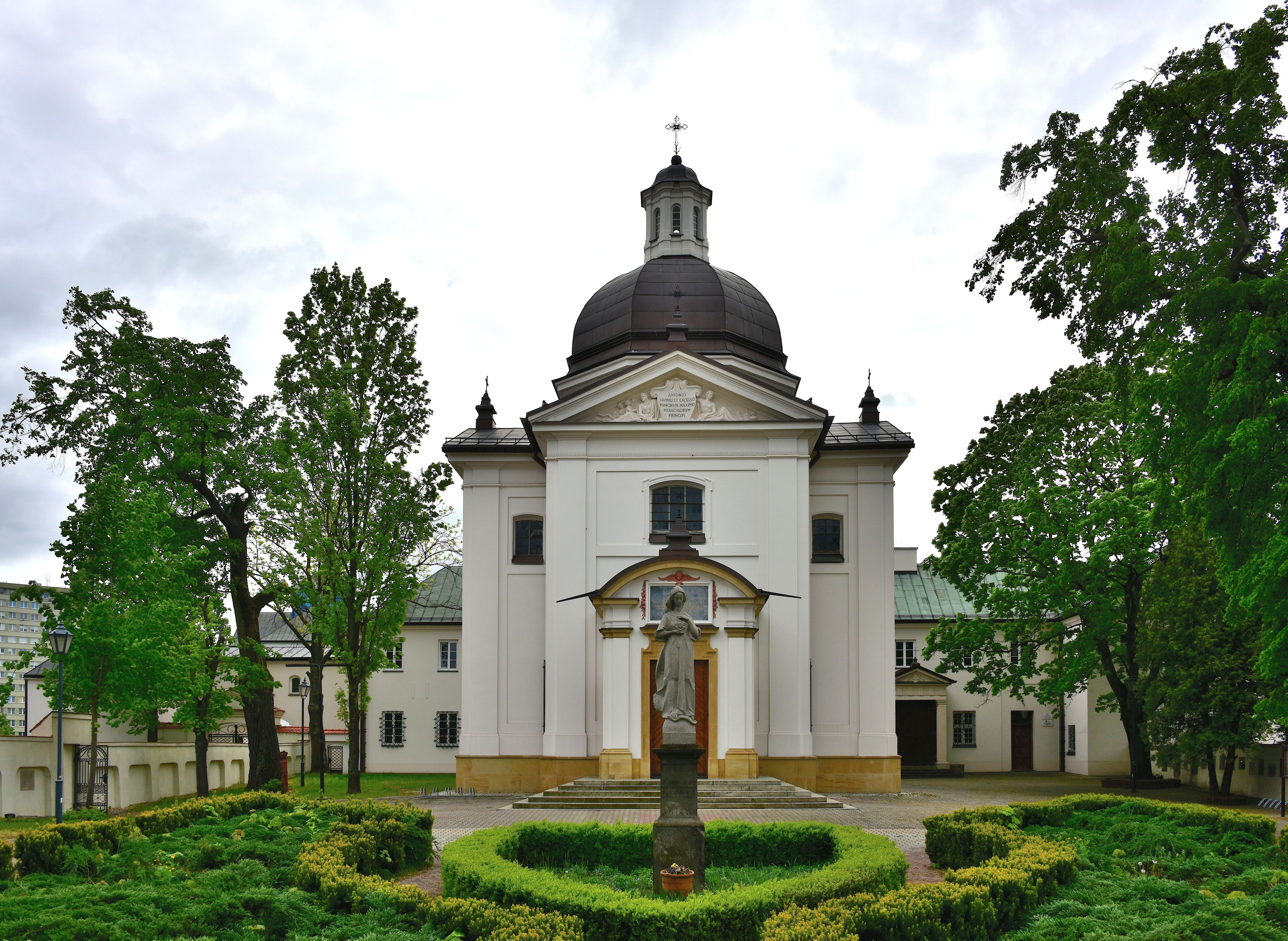
Kościół św. Antoniego z Padwy

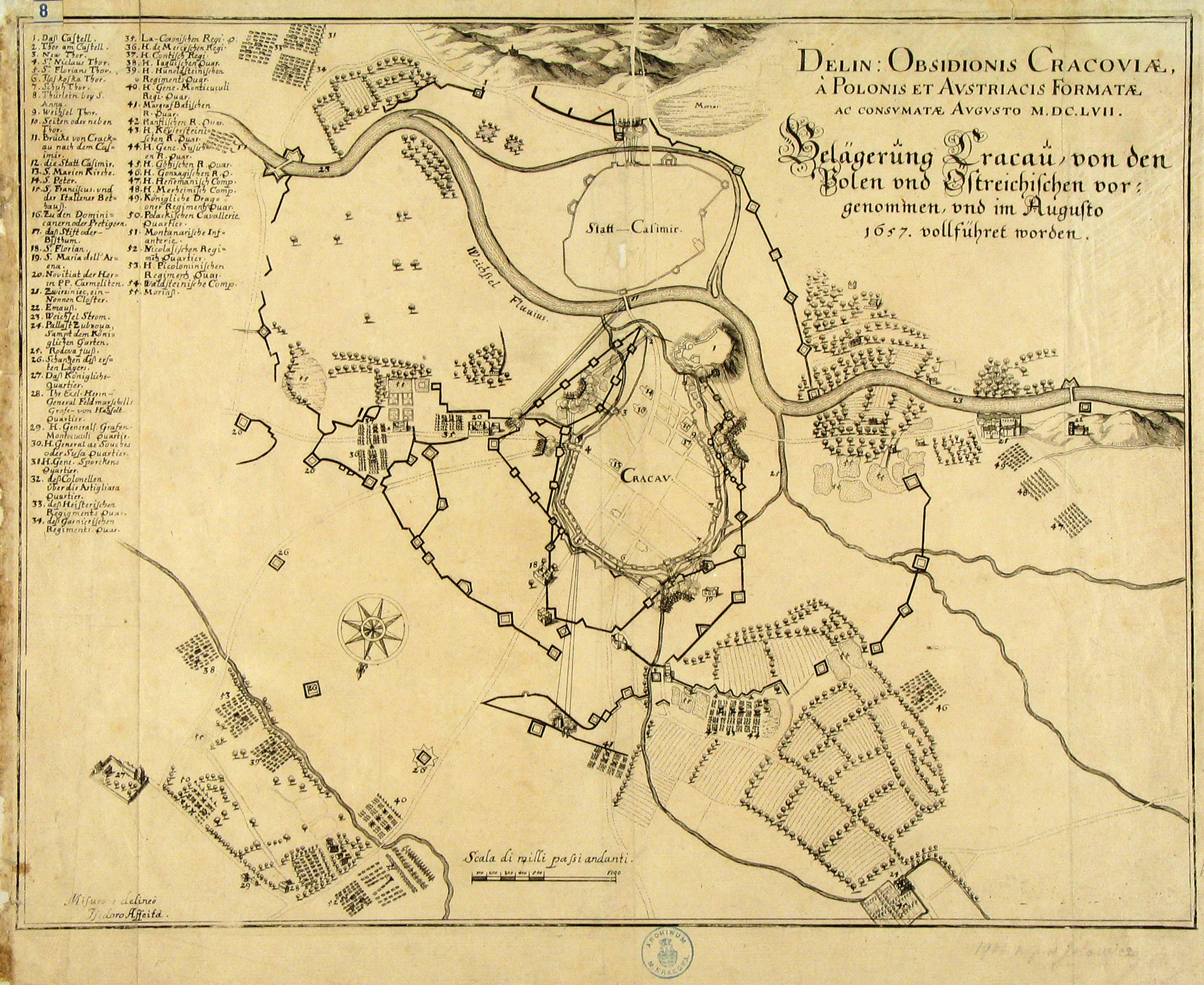
Plan oblężenia Krakowa w 1657 Izydora Affaity

Izydor Affaita młodszy (Affaiti, Affati, Affayta, Affeita, Affayta) – włoski budowniczy, syn Izydora Affaity starszego.

## Ważniejsze prace
- modyfikacja projektu kościoła kapucynów w Warszawie autorstwa Tylmana van Gameren
- budowa kościoła św. Antoniego z Padwy na Czerniakowie według projektów Tylmana van Gameren
- budowa pałacu Krasińskich w Warszawie 1689–1693 według projektów Tylmana van Gameren
- prace restauracyjne na Zamku Królewskim w Warszawie